# Procope de Cracovie
Procope de Cracovie (mort le 8 décembre 1294) fut le 22e évêque de Cracovie. Il a exercé les fonctions de chancelier sous les règnes de Boleslas IV de Pologne et de Lech II le Noir, et fut administrateur de l'archidiocèse de Gniezno. Il a fondé la chancellerie épiscopale de Cracovie à Prokocim. Il fut retenu hors de son diocèse entre 1294.
Procope a fait agrandir le monastère du Saint-Sépulcre à Miechow, actif entre 1235 et 1293.

## Voir également
- Archidiocèse de Cracovie